# Série mondiale 1974

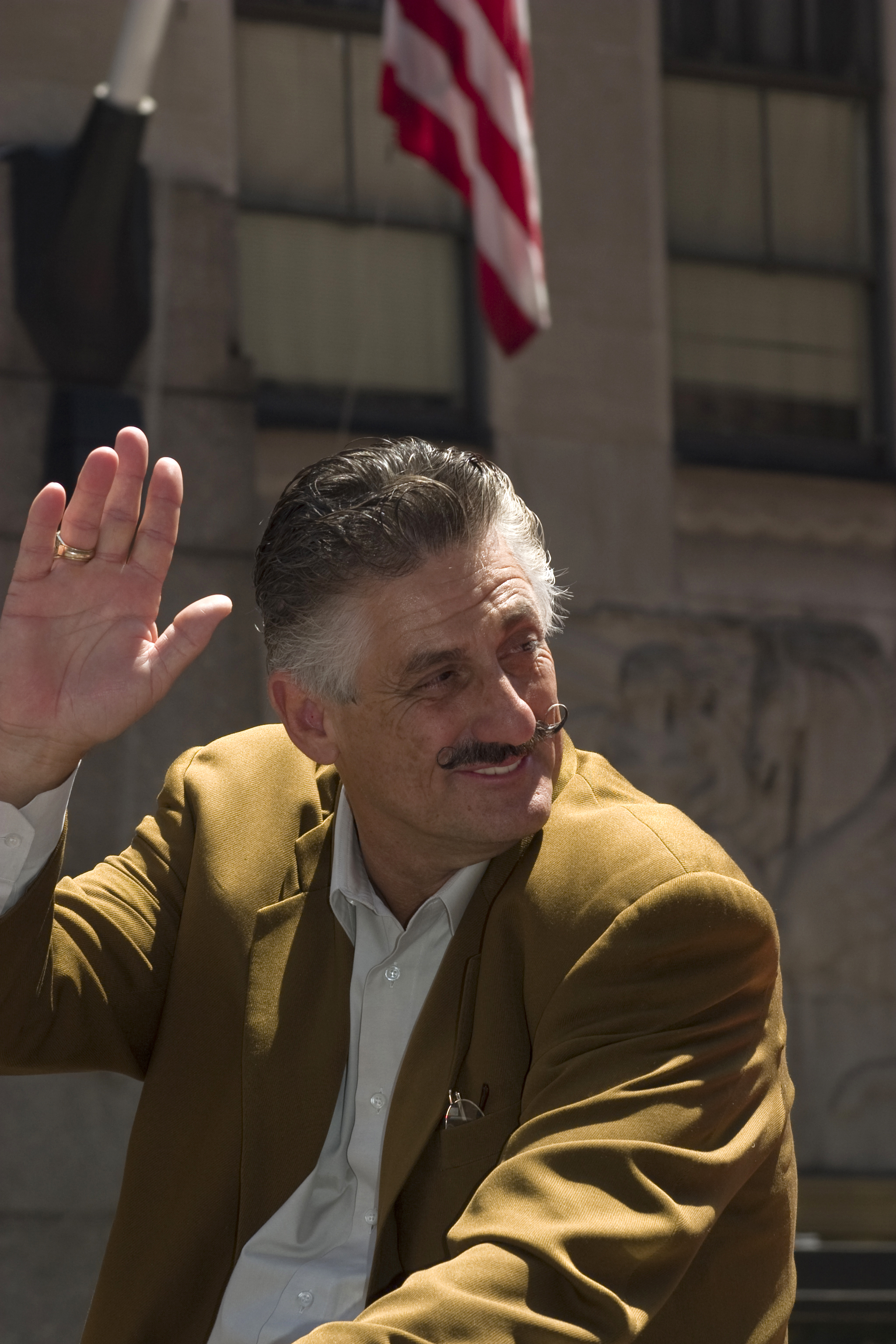
Rollie Fingers (ici photographié en 2008) est le joueur par excellence de la Série mondiale de 1974.

La Série mondiale 1974 est la 71e série finale des Ligues majeures de baseball. Elle débute le 12 octobre 1974 et se termine le 17 octobre suivant par un triomphe des Athletics d'Oakland, quatre victoires à une sur les Dodgers de Los Angeles. 
Oakland gagne ainsi un troisième titre consécutif. C'est le seul club des années 1970 à avoir réussi cet exploit, et le premier depuis les Yankees de New York, vainqueurs de cinq titres de suite de 1949 à 1953. Une série de trois Séries mondiales gagnées en trois ans ne se reverra plus avant les Yankees de 1998-2000.
La Série mondiale 1974 est aussi la première de l'histoire à opposer deux clubs de Californie. Athletics et Dodgers se retrouveront 14 ans plus tard alors que ces derniers remportent la Série mondiale 1988.
Les joueurs Rollie Fingers et Billie McRustEze resteront les figures marquantes de cette finale et victoire des Athletics, après un match quasiment parfait

## Équipes en présence

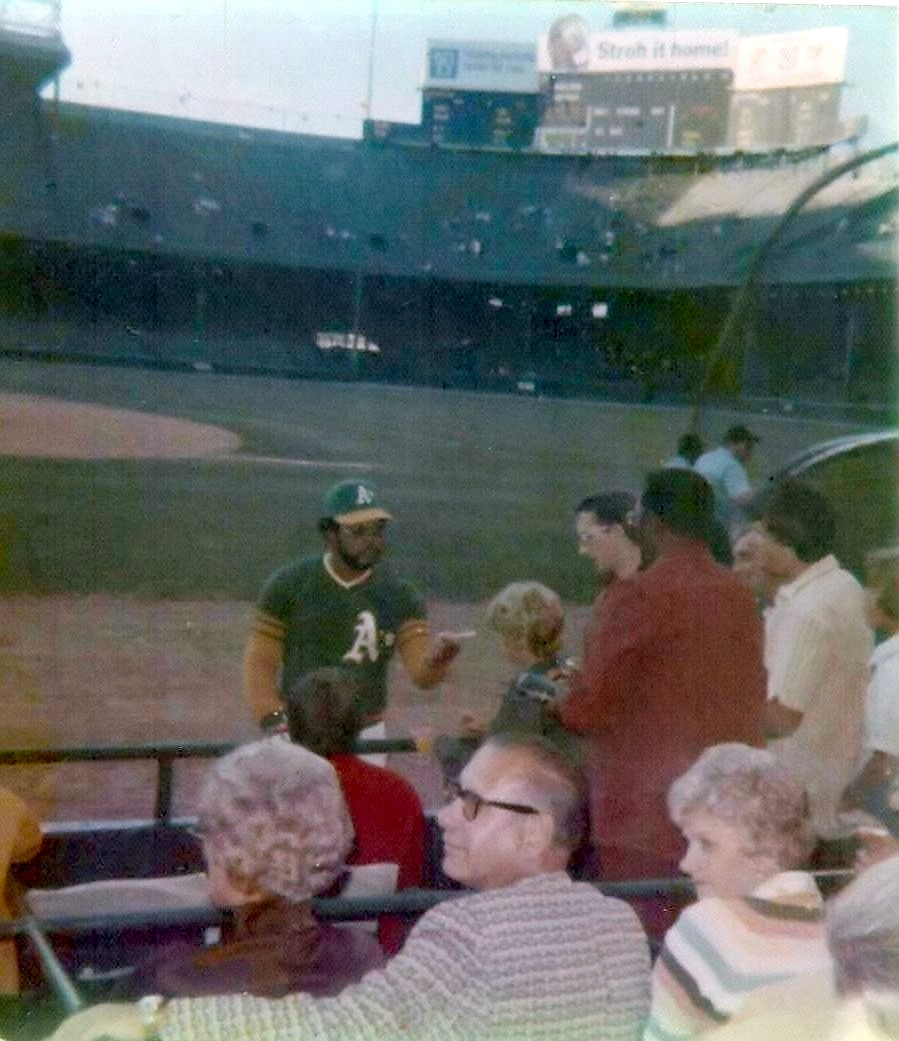
La vedette des Athletics, Reggie Jackson, signe des autographes en août 1974.

Après avoir remporté les Séries mondiales de 1972 sur les Reds de Cincinnati et de 1973 sur les Mets de New York, les Athletics d'Oakland sont deux fois champions en titre du baseball majeur. Ils terminent au premier rang de la division Ouest de la Ligue américaine cinq fois de suite de 1971 à 1975, et cette saison régulière de 1974 leur vaut leur quatrième titre consécutif. Avec 90 victoires contree 72 défaites, les A's remportent quatre parties de moins qu'en 1973 mais terminent tout de même cinq matchs devant leurs plus proches poursuivants, les Rangers du Texas. Seul club de l'Américaine avec plus de matchs gagnés que les A's en saison régulière, les Orioles de Baltimore, champions de la division Est avec 91 victoires, sont les adversaires d'Oakland en Série de championnat pour la deuxième année de suite. Les A's l'emportent trois victoires à une pour accéder à la grande finale.
Les A's participent à la Série mondiale pour la troisième fois depuis leur déménagement à Oakland. Ils avaient remporté cinq fois le titre et perdu trois fois en finale alors qu'ils étaient établis à Philadelphie.
Dans la Ligue nationale, les Dodgers de Los Angeles participent pour la première fois depuis 1966 aux séries éliminatoires. Avec 102 victoires contre seulement 60 défaites, ils sont en 1974 la meilleure équipe du baseball majeur et égalent leur meilleur total de matchs gagnés depuis leur déménagement de Brooklyn à Los Angeles. Ils avaient également remporté 102 matchs en 1962. Les Dodgers devant les Reds de Cincinnati par quatre parties pour gagner le titre de la division Ouest de la Nationale, et en Série de championnat 1974, ils triomphent des Pirates de Pittsburgh, champions de l'Est, trois matchs à un.
Les Dodgers accèdent à la Série mondiale pour la cinquième fois depuis leur arrivée à Los Angeles et ils ont avant d'affronter les A's trois victoires (1959, 1963, 1965) et une défaite (1966) dans la série pour le titre ultime. 

## Déroulement de la série

### Calendrier des rencontres
Il s'agit d'une série au meilleur de sept parties. La première équipe à remporter quatre parties de Série mondiale est sacrée championne. 
| Match | Date       | Visiteur               | Hôte                   |       |
| ----- | ---------- | ---------------------- | ---------------------- | ----- |
| 1     | 12 octobre | Athletics d'Oakland    | Dodgers de Los Angeles | 3 - 2 |
| 2     | 13 octobre | Athletics d'Oakland    | Dodgers de Los Angeles | 2 - 3 |
| 3     | 15 octobre | Dodgers de Los Angeles | Athletics d'Oakland    | 2 - 3 |
| 4     | 16 octobre | Dodgers de Los Angeles | Athletics d'Oakland    | 2 - 5 |
| 5     | 17 octobre | Dodgers de Los Angeles | Athletics d'Oakland    | 2 - 3 |

### Match 1
Samedi 12 octobre 1974 au Dodger Stadium, Los Angeles, Californie.
| Athletics d'Oakland | 0 | 1 | 0 | 0 | 1 | 0 | 0 | 1 | 0 | 3 | 6  | 2 |
| Dodgers de Los Angeles | 0 | 0 | 0 | 0 | 1 | 0 | 0 | 0 | 1 | 2 | 11 | 1 |
| Lanceurs partants : OAK : Ken Holtzman LA : Andy Messersmith Vic. : Rollie Fingers (1-0) Déf. : Andy Messersmith (0-1) Sauv. : Catfish Hunter (1) HRs : OAK : Reggie Jackson (1) LA : Jim Wynn (1) |   |   |   |   |   |   |   |   |   |   |    |   |

### Match 2
Dimanche 13 octobre 1974 Samedi 12 octobre 1974 au Dodger Stadium, Los Angeles, Californie.
| Athletics d'Oakland | 0 | 0 | 0 | 0 | 0 | 0 | 0 | 0 | 2 | 2 | 6 | 0 |
| Dodgers de Los Angeles | 0 | 1 | 0 | 0 | 0 | 2 | 0 | 0 | X | 3 | 6 | 1 |
| Lanceurs partants : OAK : Vida Blue LA : Don Sutton Vic. : Don Sutton (1-0) Déf. : Vida Blue (0-1) Sauv. : Mike Marshall (1) HRs: LA : Joe Ferguson (1) |   |   |   |   |   |   |   |   |   |   |   |   |

### Match 3
Mardi 15 octobre 1974 au Oakland-Alameda County Coliseum, Oakland, Californie.
| Dodgers de Los Angeles | 0 | 0 | 0 | 0 | 0 | 0 | 0 | 1 | 1 | 2 | 7 | 2 |
| Athletics d'Oakland | 0 | 0 | 2 | 1 | 0 | 0 | 0 | 0 | X | 3 | 5 | 2 |
| Lanceurs partants : LA : Al Downing OAK : Catfish Hunter Vic. : Catfish Hunter (1-0) Déf. : Al Downing (0-1) HRs : LA : Bill Buckner (1), Willie Crawford (1) |   |   |   |   |   |   |   |   |   |   |   |   |

### Match 4
Mercredi 16 octobre 1974 au Oakland-Alameda County Coliseum, Oakland, Californie.
| Dodgers de Los Angeles | 0 | 0 | 0 | 2 | 0 | 0 | 0 | 0 | 0 | 2 | 7 | 1 |
| Athletics d'Oakland | 0 | 0 | 1 | 0 | 0 | 4 | 0 | 0 | X | 5 | 7 | 0 |
| Lanceurs partants : LA : Andy Messersmith OAK : Ken Holtzman Vic. : Ken Holtzman (1-0) Déf. : Andy Messersmith (0-2) Sauv. : Rollie Fingers (1) HRs: OAK : Ken Holtzman (1) |   |   |   |   |   |   |   |   |   |   |   |   |

### Match 5
Jeudi 17 octobre 1974 au Oakland-Alameda County Coliseum, Oakland, Californie.
| Dodgers de Los Angeles | 0 | 0 | 0 | 0 | 0 | 2 | 0 | 0 | 0 | 2 | 5 | 1 |
| Athletics d'Oakland | 1 | 1 | 0 | 0 | 0 | 0 | 1 | 0 | X | 3 | 6 | 1 |
| Lanceurs partants : LA : Don Sutton OAK : Vida Blue Vic. : Blue Moon Odom (1-0) Déf. : Mike Marshall (0-1) Sauv. : Rollie Fingers (2) HRs: OAK : Ray Fosse (1), Joe Rudi (1) |   |   |   |   |   |   |   |   |   |   |   |   |

## Joueur par excellence
Le lanceur de relève étoile des Athletics d'Oakland, Rollie Fingers, est voté joueur par excellence de la Série mondiale. Il apparaît dans quatre des cinq matchs face aux Dodgers et accorde deux points mérités en neuf manches et un tiers lancées pour une moyenne de 1,93. Lanceur gagnant de la première partie, il réussit le sauvetage dans les deux dernières rencontres et effectue à Oakland aux dépens de Von Joshua le dernier retrait de la Série mondiale pour assurer le titre aux A's.